# Peczeniżyn
Peczeniżyn (ukr. Печеніжин) – osiedle typu miejskiego na Ukrainie, w obwodzie iwanofrankiwskim, w rejonie kołomyjskim. W 2022 roku liczyło 5197 mieszkańców, w 2024 roku liczyło 5100 mieszkańców.

## Historia
Miejscowość wzmiankowana była w 1443 roku. Wieś była osadzona na prawie wołoskim i stanowiła prywatny majątek ziemski.
W okresie I Rzeczypospolitej w Peczeniżynie znajdował się zamek Potockich. Od połowy XIX wieku było to miasto powiatowe w Królestwo Galicji i Lodomerii. Przed I wojną światową wybudowano za miastem rafinerię ropy naftowej, własność Szczepanowskich. W rynku znajdowały się hotele i restauracje. W okresie międzywojennym miasto znajdowało się w granicach Polski i było siedzibą gminy Peczeniżyn oraz powiatu peczeniżyńskiego. W 1929 roku powiat został zlikwidowany i miejscowość weszła do powiatu kołomyjskiego. W 1921 roku miasto liczyło ok. 6 tys. mieszkańców, z czego większość (ok. 4 tys.) stanowili Ukraińcy.
W 1940 roku Peczeniżyn otrzymał status osiedla typu miejskiego. 
W 1944 nacjonaliści ukraińscy z OUN-UPA zamordowali tutaj 7 Polaków.

## Zabytki
- zamek[6]

## Ludzie związani z Peczeniżynem
- Andrzej Gostyński h. Lubicz (zm. przed 1783) – podstarosta generalny dóbr peczeniżyńskich[7]
- Stanisław Linde – starosta c. k. powiatu peczeniżyńskiego, honorowy obywatel miasta z 1906[8]
- Stefan Moysa-Rosochacki – ziemianin, poseł, honorowy obywatel miasta
- Antoni (Pelwecki) – kapłan greckokatolicki, następnie prawosławny biskup
- Stanisław Szczepanowski – inżynier, założyciel rafinerii
- Antoni Szemelowski – inspektor szkolny
- Wacław Wolski – inżynier, założyciel kopalni

W Peczeniżynie urodzili się: 
- Aleksy Dobosz, Aleksander Sałacki (dowódca wojskowy, pułkownik Wojska Polskiego II RP, ostatnie Orlę Lwowskie),
- Wilhelm Smoluchowski,
- Stanisław Kirkin
- Maksymilian Lityński – doktor praw, oficer ludowego Wojska Polskiego, prokurator wojskowy, podpułkownik, wykładowca CW MSW[9].